# Immeuble Glena à Menton
La maison, située 2-4 rue Guyau, à l'angle avec l'avenue Général-Galliéni, à Menton dans les Alpes-Maritimes en France, a été construite après 1912. C'est un exemple des maisons construites au début du XXe siècle sur la Riviéra avec sa frise peinte.

## Histoire
La maison a été construite après 1912 par l'architecte mentonnais Abel Glena (1862-1932) pour lui-même, sur un terrain acquis en 1912. Il y avait sa résidence au no 2 et son cabinet d'architecte au no 4.
Les façades avec leur décor et la toiture sont inscrites au titre des monuments historiques par arrêté du 3 avril 1990. La façade est en pierre de taille. Des bossages et des éléments de décoration néo-classiques plaqués autour des fenêtres animent la façade. Le portail en ferronnerie est de style Art déco. Un élément de luxe est apporté par les portes palières de style Art nouveau.
On remarque le décor peint sous le toit par Guillaume Cerutti-Maori (1866-1955), peintre de Menton. Les enfants symbolisent les beaux-arts. L'artiste y a posé des cabochons à la feuille d'or.
L'édifice a reçu le Label Patrimoine du XXe siècle le 1er mars 2001.